# Consistoire Nancy
Das Consistoire Nancy wurde wie das Consistoire central israélite und weitere zwölf regionale Konsistorien von Napoleon durch ein kaiserliches Dekret vom 15. März 1808 geschaffen. Das Consistoire hatte seinen Sitz in der französischen Stadt Nancy und die angeschlossenen jüdischen Gemeinden zählten im Jahr 1808 insgesamt 4.166 Mitglieder. 

## Aufgaben
Die Konsistorien, die einen halbstaatlichen Status erhielten, sollten nach protestantischem Vorbild die inneren Angelegenheiten der jüdischen Glaubensgemeinschaft regeln. In der dreigliedrigen hierarchischen Struktur stand oben das Consistoire central israélite (Zentrales Konsistorium) in Paris, dem die regionalen Konsistorien (Consistoires regionaux) unterstanden, und diesen waren die einzelnen jüdischen Gemeinden (communautés juives) untergeordnet. Die Konsistorien hatten die Aufgabe, die Religionsausübung innerhalb der staatlichen Gesetze zu überwachen und die Steuern festzulegen und einzuziehen, damit die Organe der jüdischen Konfession ihre Ausgaben bestreiten konnten.
Mit dem 1905 in Kraft getretenen Gesetz zur Trennung von Kirche und Staat endete die Zeit der Konsistorien. Die jüdischen Gemeinden mussten sich nun als Vereinigungen (associations) konstituieren und ohne staatliche Zuwendungen auskommen.

## Mitglieder
Jedes regionale Konsistorium besaß einen Großrabbiner und vier Laienmitglieder, die von den jüdischen Notabeln der angeschlossenen Gemeinden gewählt wurden.

## Gemeinden
Nach dem Annuaire israélite für 1855/56 war das Konsistorium von Nancy für folgende Départements zuständig: Doubs, Haute-Marne, Meurthe, Meuse und Vosges. Die angeschlossenen jüdischen Gemeinden hatten im Jahr 1855 insgesamt 8.000 Mitglieder.
Die angeschlossenen jüdischen Gemeinden und ihre Mitgliederzahl im Jahr 1855 (wohl Annäherungswerte und keinen exakte Angaben lt. Annuaire).
- Jüdische Gemeinde Nancy, 1.400 Personen
- Jüdische Gemeinde Besançon, 550 Personen
- Jüdische Gemeinde Blâmont, 140 Personen
- Jüdische Gemeinde Épinal, 200 Personen
- Jüdische Gemeinde Lixheim, 210 Personen
- Jüdische Gemeinde Lunéville, 415 Personen
- Jüdische Gemeinde Phalsbourg, 340 Personen
- Jüdische Gemeinde Pont-à-Mousson, 210 Personen
- Jüdische Gemeinde Remiremont, 203 Personen
- Jüdische Gemeinde Sarrebourg, 270 Personen
- Jüdische Gemeinde Toul, 600 Personen
- Jüdische Gemeinde Verdun, 160 Personen

## 1872 bis 1905
Nach dem Deutsch-Französischen Krieg von 1870/71 und der Annexion von Elsass-Lothringen durch das Deutsche Reich wurde mit dem Dekret vom 12. September 1872 die Einteilung der regionalen Konsistorien geändert. Die bei Frankreich verbliebenen Gebiete wurden neu aufgeteilt und gleichzeitig das Consistoire Lille und das Consistoire Vesoul neu geschaffen. 
1872 gehörten folgende jüdische Gemeinden dem Konsistorium Nancy an:
Im Département Meurthe-et-Moselle: 
- Jüdische Gemeinde Nancy
- Jüdische Gemeinde Baccarat
- Jüdische Gemeinde Blâmont
- Jüdische Gemeinde Einville
- Jüdische Gemeinde Héberviller
- Jüdische Gemeinde Lunéville
- Jüdische Gemeinde Parroy
- Jüdische Gemeinde Pont-à-Mousson
- Jüdische Gemeinde Rosières-aux-Salines
- Jüdische Gemeinde Toul
- Jüdische Gemeinde Thiaucourt

Im Département Meuse: 
- Jüdische Gemeinde Bar-le-Duc
- Jüdische Gemeinde Commercy
- Jüdische Gemeinde Danvillers
- Jüdische Gemeinde Étain
- Jüdische Gemeinde Saint-Mihiel
- Jüdische Gemeinde Vaucouleurs
- Jüdische Gemeinde Verdun

Im Département Côte-d’Or:
- Jüdische Gemeinde Dijon

Im Département Aube: 
- Jüdische Gemeinde Troyes

Im Département Yonne:
- Jüdische Gemeinde Auxerre